# Nördliche Regnitz
Die Nördliche Regnitz oder Untere Regnitz ist ein rechter und nordöstlicher Nebenfluss der „Sächsischen“ Saale im Landkreis Hof und in der kreisfreien Stadt Hof in Oberfranken.

## Name
Der slawische Name *Rakonica oder *Rakonici bedeutet „Krebsbach“, allerdings könnte hier auch ein Personenname *Rakon zugrunde liegen.

## Geographie

### Verlauf
Die Nördliche Regnitz hat zwei Quellbäche. Der linke und nördliche entspringt auf ca. 571 m ü. NHN zwischen Münchenreuth und Gutenfürst (Gem. Weischlitz) (50° 25′ 1″ N, 11° 56′ 29″ O) und heißt auf seinem Oberlauf Heubach, ab einem Weiher in der Nähe von Föhrig dann Litschenbach. Der rechte und nordnordwestliche ist der Aubach, der seine Quelle ca. 577 m ü. NHN nordnordöstlich des Feilitzscher Gemeindeteils Unterhartmannsreuth hat (50° 24′ 1″ N, 11° 55′ 24″ O).
Beide Oberläufe fließen unmittelbar nach ihrer Unterquerung der Autobahn A 72 zusammen, knapp westlich vom Autobahndreieck Hochfranken. Die Regnitz selbst läuft dann in südwestlicher Richtung durch Feilitzsch, wechselt über die Grenze ins kreisfreie Hof und erreicht im Stadtteil Unterkotzau auf ca. 466 m ü. NHN die Saale. Die Gesamtlänge der Regnitz einschließlich des Litschenbachs beträgt etwa 10 km.

### Zuflüsse
Vom Ursprung zur Mündung. Auswahl.
- Heubach/Litschenbach, linker Oberlauf von Norden
- Aubach, rechter Oberlauf von Nordnordwesten
- Langenlohbach, von links und Nordosten bei Feilitzsch
- Rohrbach, von rechts und Norden nahe Unterkotzau

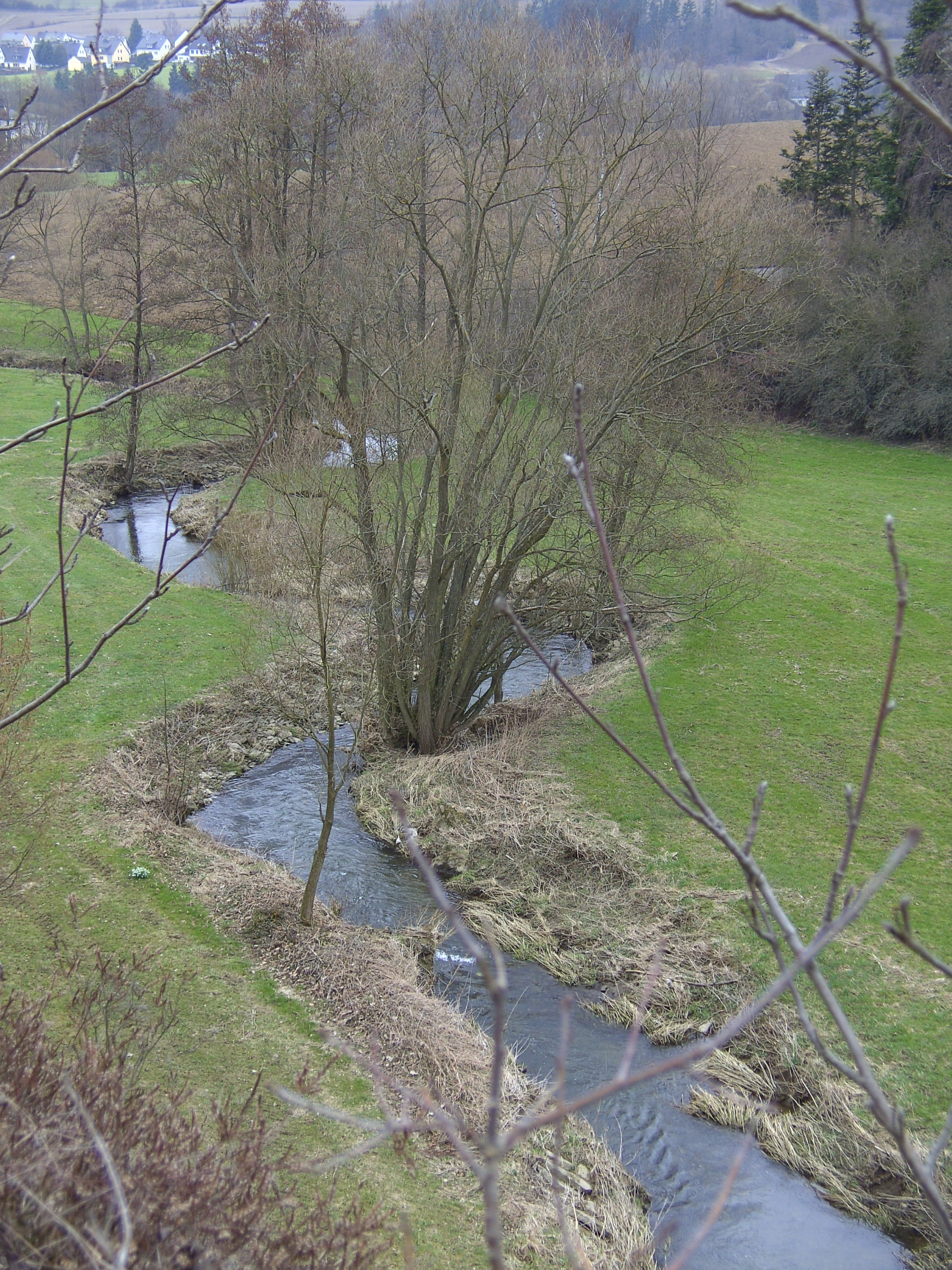
Tal der Nördlichen Regnitz zwischen Feilitzsch und Unterkotzau
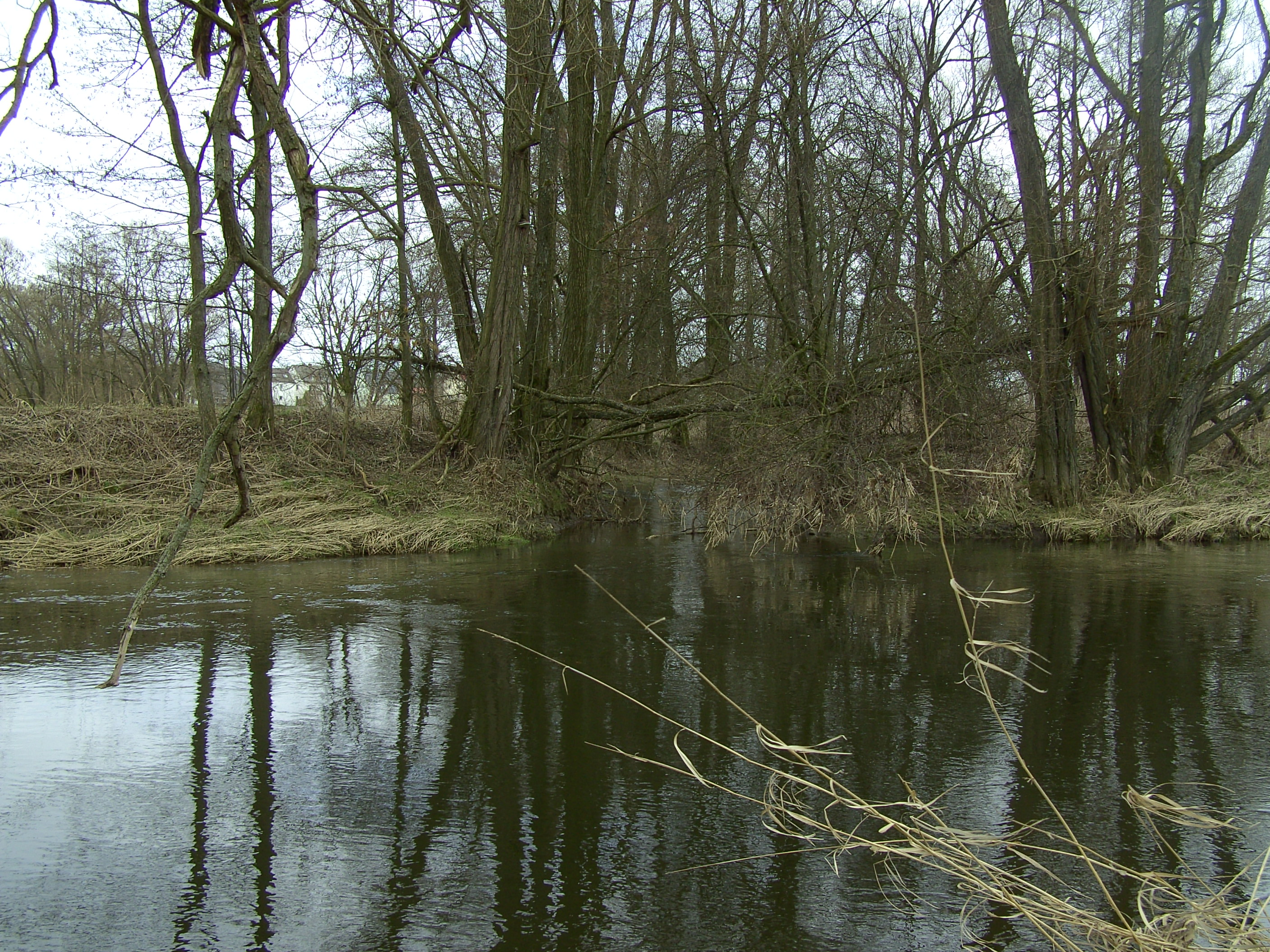
Mündung der Nördlichen Regnitz (im Hintergrund) in die Saale (von rechts)